# Latif Salifu
Abdul-Latif Salifu (Accra, 1º agosto 1990) è un calciatore ghanese, attaccante del Berekum Chelsea.

## Carriera

### Club
Ha sempre giocato per il Liberty Professionals, dal settore giovanile alla prima squadra; ha segnato diversi gol nel campionato ghanese di calcio.

### Nazionale
Con la Nazionale di calcio del Ghana Under-20 ha vinto il campionato mondiale di calcio Under-20 2009.

## Palmarès

### Nazionale
- Campionato mondiale Under-20: 1

Egitto 2009